# Navardún
Navardún es un municipio y localidad española de la provincia de Zaragoza, en la comunidad autónoma de Aragón. Se encuentra en la comarca de las Cinco Villas, partido judicial de Ejea de los Caballeros, a 136 km de Zaragoza. Cuenta con una población de 39 habitantes (INE 2024). Desde el punto de vista eclesiástico, depende de la diócesis de Jaca a su vez dependiente de la archidiócesis de Pamplona.
Es uno de los municipios que conforman la Valdonsella (la Bal d'Onsella en aragonés) y durante algunos siglos ha dependido en lo administrativo de Aragón y en lo eclesiástico del obispo de Pamplona hasta que ya, en el siglo XVIII, el arciprestazgo de la Valdonsella pasó a depender del obispado de Jaca. El lugar existía ya a principios del siglo XI.

## Geografía
Navardún limita con Sos del Rey Católico por el norte, el sur, el este y el oeste, aunque por el oeste limita igualmente con Urriés.
Por su parte, el enclave de Gordún, aislado del resto del término municipal, linda por el norte con Urriés y Los Pintanos, y por el este y el sur con Sos del Rey Católico, a excepción de un pequeño tramo fronterizo con el a su vez enclave navarro de Petilla de Aragón, por el sudeste. Por el oeste del enclave está Isuerre.
Su término municipal está atravesado de este a oeste por el río Onsella, afluente del río Aragón que nace en la sierra de Santo Domingo y forma un valle prepirenaico, una depresión erosiva intramontana, hasta poco más abajo de Sangüesa, ya en tierras navarras.

## Toponimia
La primera constancia documental del topónimo («Nauardunum») se recoge en una donación del año 880 hecha al monasterio de San Salvador de Leyre.
Tradicionalmente se ha considerado que el origen del topónimo viene marcado el sufijo -dunum que se ha considerado de origen celta (con el significado de castillo o fortaleza) y que está presente en la misma zona tanto en Navardún como en Gordún. Así pues, esta mención del 880 no deja dudas en este sentido respecto del sufijo. Sin embargo, estudios recientes apuntan a un origen más antroponímico, especialmente del prefijo, no sólo en estos dos casos, sino también en otros análogos del Alto Aragón.
La interpretación tradicional y difundida hasta ahora y común recogida en varios estudios históricos apuntaba al significado de fortaleza de los navarros. Pero el cognomen latino Navarius, la fortaleza de Navarius, también ofrece una visión diferente que explique su origen.

## Historia

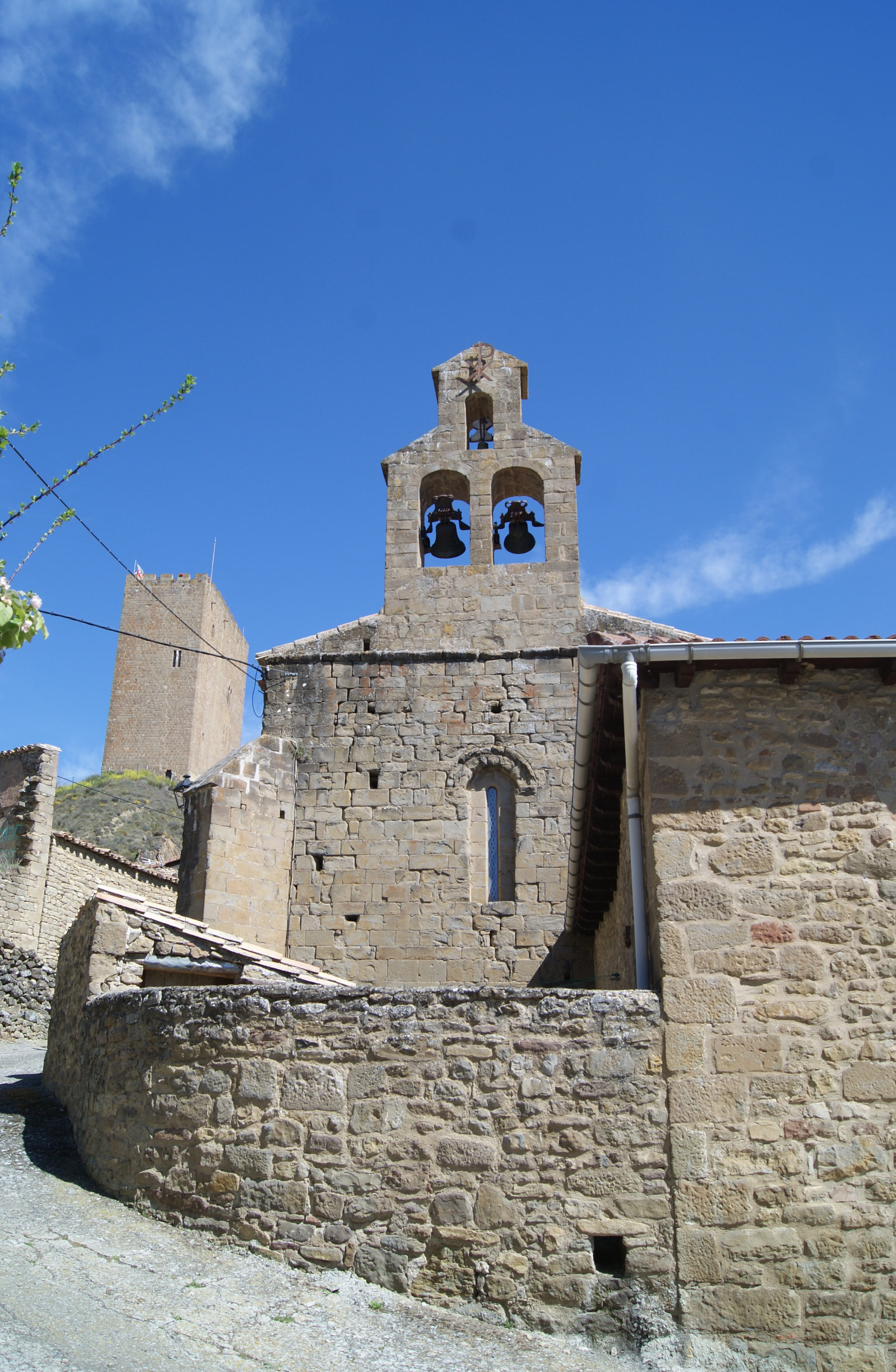
Torreón (al fondo) e iglesia parroquial

El lugar ya tuvo una ocupación entre los siglos VI y II a. C. aunque la arqueología no ha permitido a día de hoy, con exactitud determinar la misma ni su carácter étnico a pesar de constar numerosos hallazgos en la misma localidad de Navardún, en Gordués y en Gordún. La mayoría de tales hallazgos se enmarcan relacionados con culturas pirenaicas del Neolítico final y Edad del Bronce, aunque también algunos romanos y medievales.
Según la documentación conservada de San Salvador de Leyre en el 880 ya hay constancia del lugar (Navardunum). En torno al siglo VIII o al siglo IX se debió erigir el castillo de Navardún, aunque la primera cita documental del mismo no se produce hasta 1198. Se trata de uno de los más altos de Aragón, junto con el castillo de Biel. Formaba parte de un conjunto de edificaciones de carácter defensivo, que protegían la Valdonsella, así como el acceso al valle del río Aragón, junto con el castillo de Royta, el castillo de Sos, el castillo de Sibirana, el castillo de Luesia, el castillo de Uncastillo o el castillo de Biel. 
En el año 991 los reyes Sancho Garcés II y doña Urraca lo ceden al monasterio de Leire. En el siglo X, así pues, ya se documentan intereses y derechos eclesiásticos de Leire en Navardún.
En el siglo XIII, según documento fechado el 15 de diciembre de 1243 en Tiermas, el abad Valesio y los monjes cistercienses de Leire ratifican la cesión de ciertos bienes y derechos en Navardún (entre otros lugares) al obispo de Pamplona, Pedro Jiménez de Gazólaz en compensación de pérdidas ocasionadas al mismo durante la introducción de la reforma cisterciense en dicho cenobio. No tardará mucho en hacer uso el obispo de tal cesión ante la vuelta de las cruzadas del entonces rey de Navarra, Teobaldo I. Al entrar en conflicto con él, incluida excomunión al monarca, se refugió lejos de su potestad terrenal, en el arciprestazgo de la Valdonsella, reino de Aragón.
Sería durante la estancia de este prelado que se construye el nuevo palacio gótico que se finalizará en 1254. Tras ello, entra Navardún y la Valdonsella en una espiral ascendente que convertirá a este arciprestazgo en uno de los más ricos de los futuros obispos de Pamplona. Ello servirá, al mismo tiempo, para reavivar una antigua disputa con los obispados vecinos, Zaragoza y Jaca que llevará a que a finales del siglo XVII pasará a la diócesis de Jaca habiendo mediado incluso en el tema el mismo Carlos III.

## Demografía
Navardún cuenta con una población de 39 habitantes (INE 2024).
| Gráfica de evolución demográfica de Navardún entre 1842 y 2021 |
| |
| Población de derecho según los censos de población del INE Población de hecho según los censos de población del INEEntre el censo de 1857 y el anterior, crece el término del municipio porque incorpora a 505005 (Gordúes) y 505006 (Gordún) |

### Comunicaciones

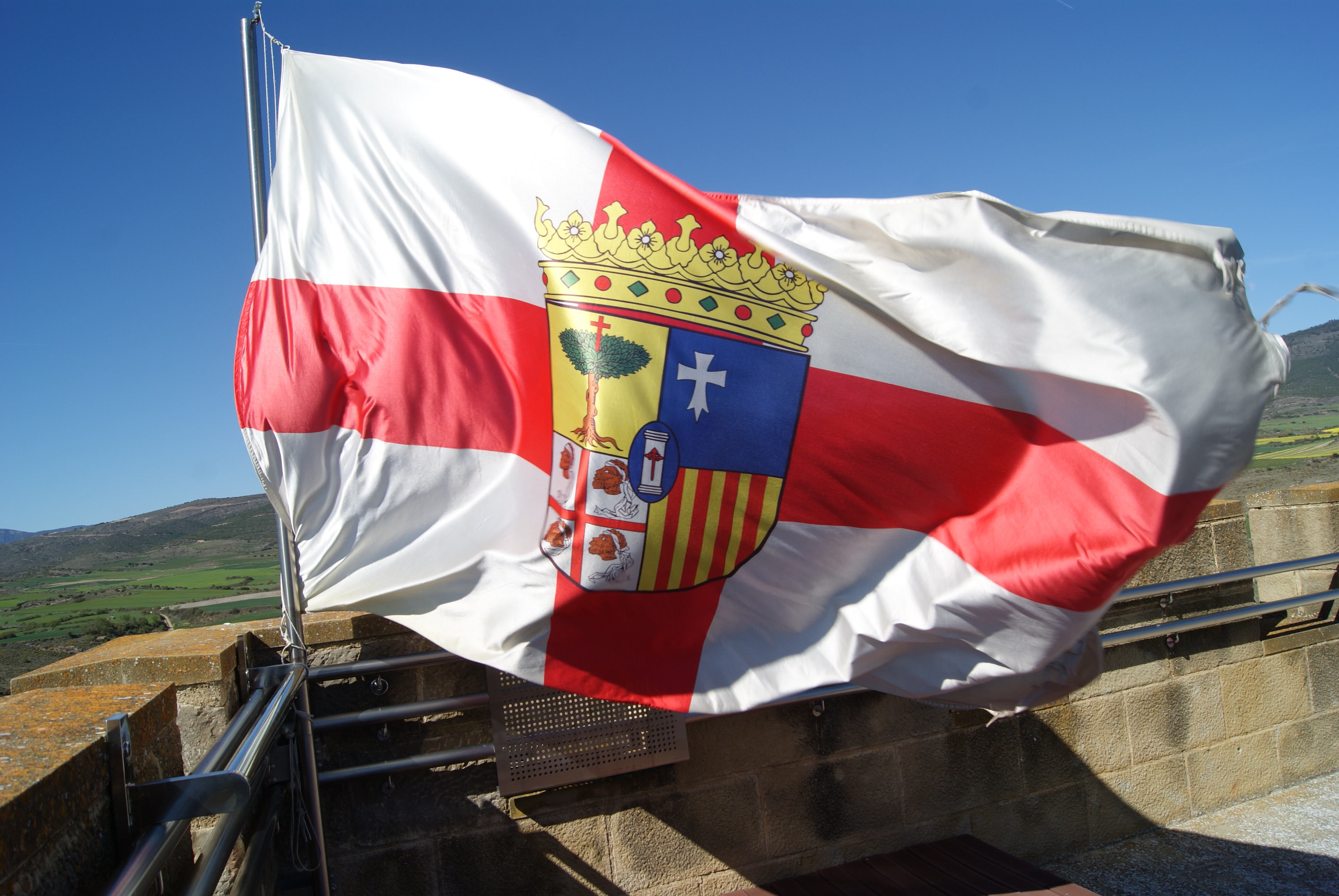
Bandera de Zaragoza ondeando sobre el torreón

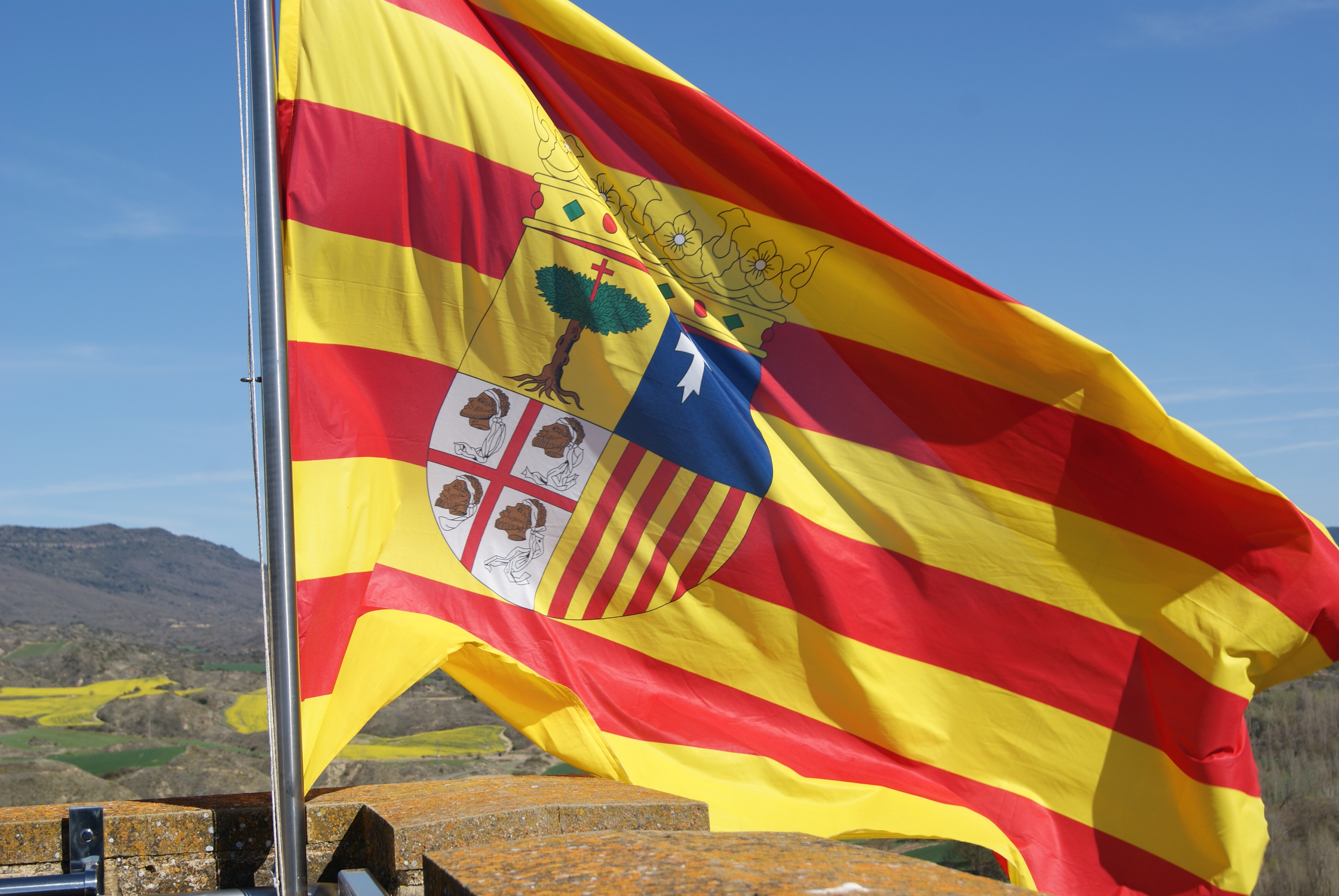
Bandera de Aragón ondeando sobre el torreón

Navardún se encuentra atravesado por la A-1601, procedente del norte, del valle del río Aragón, en un punto situado a la cola del embalse de Yesa, y que llega a la localidad tras pasar por las cercanías de Artieda, atravesar Ruesta, el puerto de Cuatro Caminos en la sierra de la Sarda y Urriés, para luego dirigirse al oeste hasta Sos del Rey Católico, pasando por Gordués.
Por otro lado, desde Navardún parten dos carreteras locales. Una de ellas, la A-2603, se dirige al este, siguiendo el valle del río Onsella, pasando por Isuerre y Lobera de Onsella hasta finalizar en Longás, aunque el último tramo de la carretera es actualmente de titularidad discutida, considerándose una mera pista forestal precariamente asfaltada. La segunda carretera local que parte desde Navardún es la A-2601, que se dirige hacia el sudeste hasta el enclave navarro de Petilla de Aragón, donde finaliza, pasando por la pardina de Ceñito y por las cercanías de Gordún.
Se ubica a 130 km de la capital de la comunidad y provincia, Zaragoza; a 61 km de Ejea de los Caballeros; a unos 10 km de Sos del Rey Católico; a 18 km de Sangüesa; a 65 km de Pamplona; a 68 km de Jaca y a 108 km de Huesca.

## Símbolos

### Escudo
El escudo de armas del ayuntamiento de Navardún tiene el siguiente blasón:

Escudo cuadrilongo de base redondeada, tronchado: primero de azur, torre de oro, mazonada y aclarada de sable, de seis almenas.  Segundo, el Señal Real de Aragón. Al timbre corona real abierta
BOA, 237, 10 dic 2015

### Bandera
La bandera municipal de Navardún está organizada de la siguiente forma:

Paño de proporciones 2/3, ancho por largo: paño azul, con una franja horizontal amarilla desde la parte superior e inferior del asta hasta el batiente. En el centro del asta dos franjas horizontales, rojas, que se ensanchan en un óvalo en el centro, en que va insertada una torre amarilla de seis almenas, con las ventanas y la puerta negras, y se alarga hasta el batiente en una sola franja
BOA, 237, 10 dic 2015

Como consta en el Decreto 305/2015 del Gobierno de Aragón firmado en Zaragoza, el 1 de diciembre de 2015.

## Administración y política

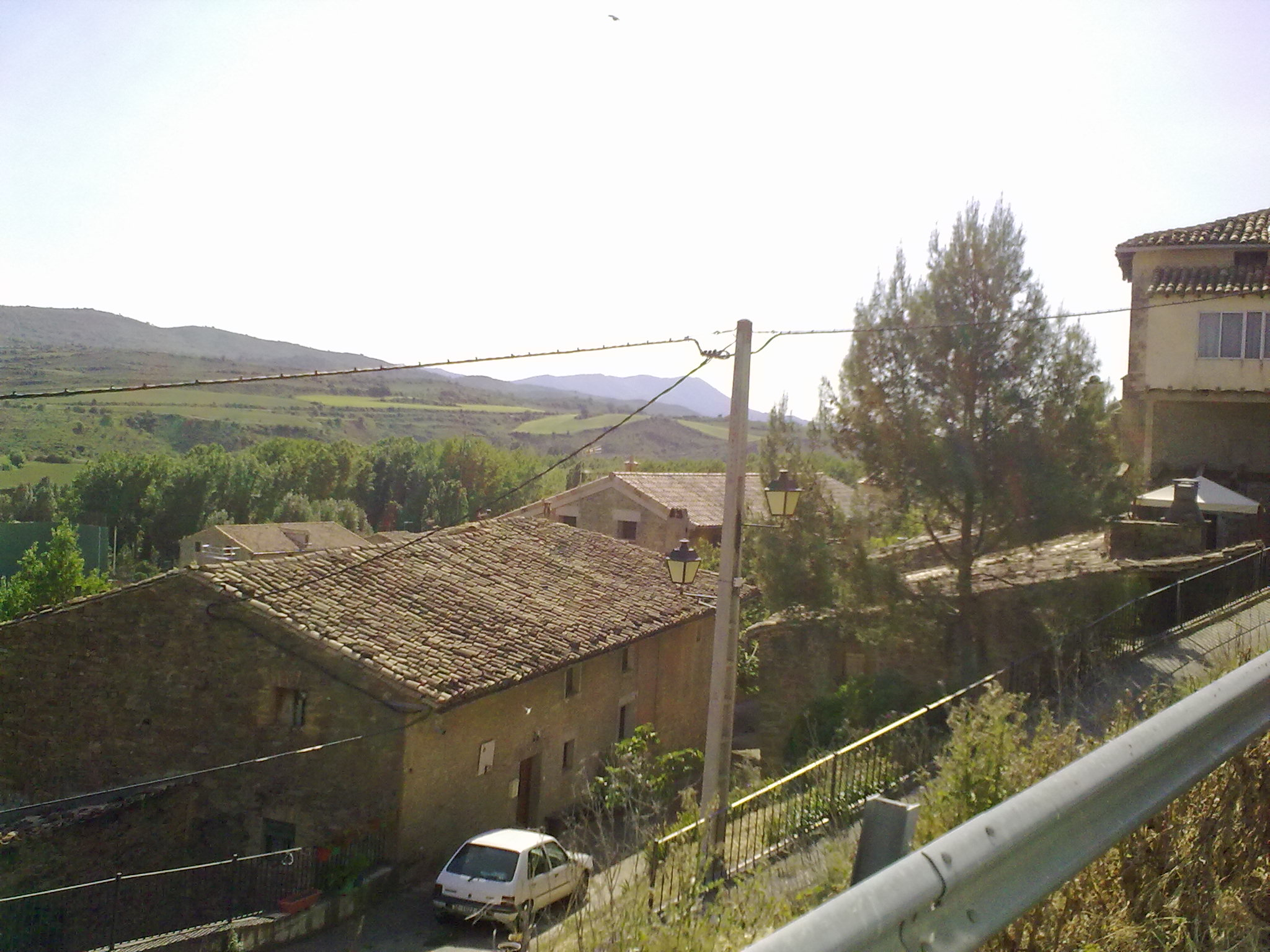
Navardún

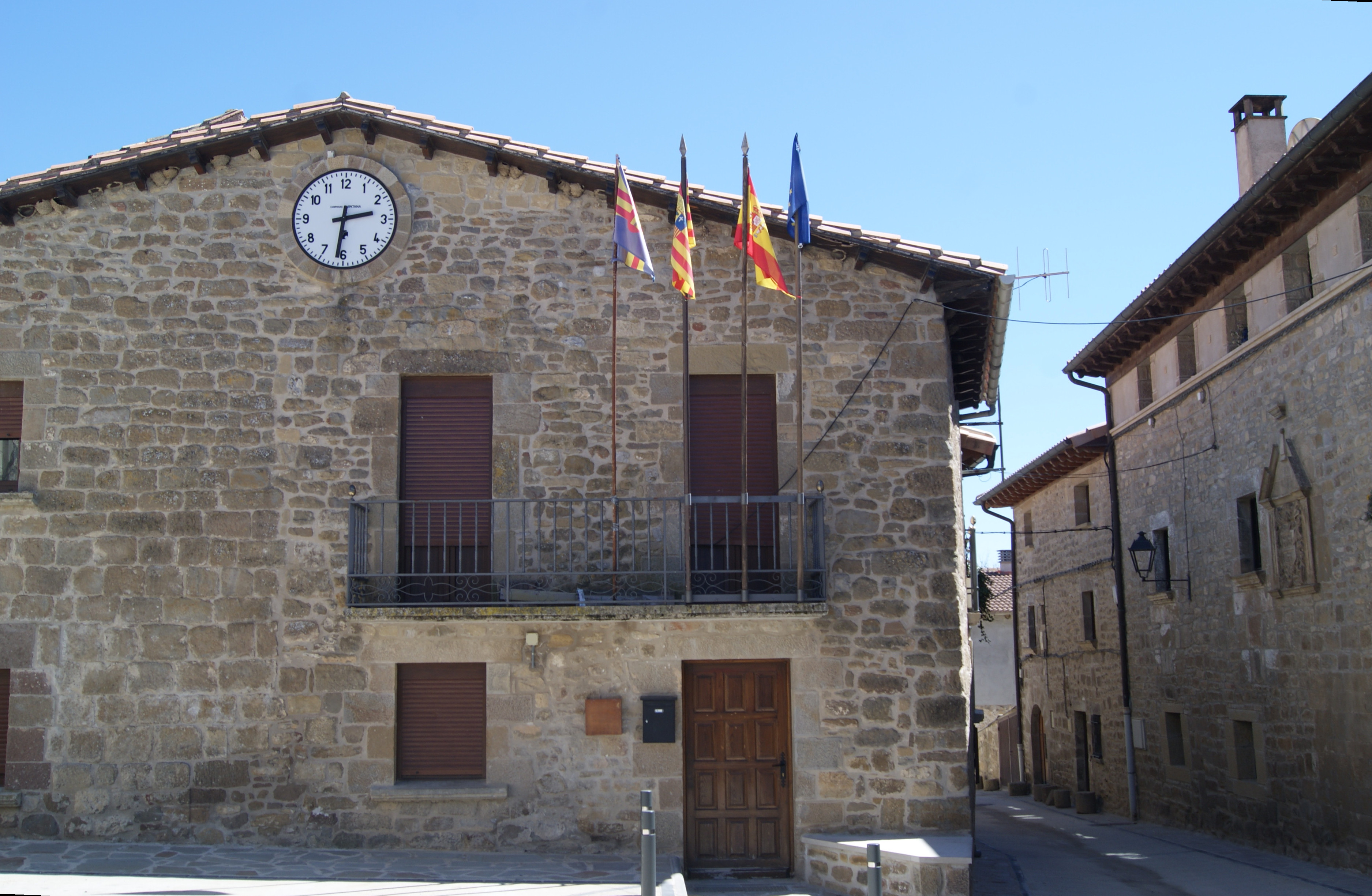
Casa consistorial

| Período   | Alcalde                    | Partido |  |
| --------- | -------------------------- | ------- |  |
| 1979-1983 | Matías Landa Muriel        | PSOE    |  |
| 1983-1987 |                            |         |  |
| 1987-1991 |                            |         |  |
| 1991-1995 |                            |         |  |
| 1995-1999 |                            |         |  |
| 1999-2003 |                            |         |  |
| 2003-2007 |                            |         |  |
| 2007-2011 |                            |         |  |
| 2011-2015 |                            |         |  |
| 2015-2019 | Carlos María Gabás Murillo | PP      |  |
| 2019-2023 | Carlos María Gabás Murillo | PP      |  |

| Partido político    | Partido político                                   | 2003   | 2007   | 2011   | 2015   | 2019   |
| Partido político    | Partido político                                   | Ediles | Ediles | Ediles | Ediles | Ediles |
|                     | Partido Popular de Aragón (PP)                     | —      | —      | —      | 1      | 1      |
|                     | Partido de los Socialistas de Aragón (PSOE-Aragón) | 1      | 1      | 1      | —      | —      |
|                     | Partido Aragonés (PAR)                             | —      | —      | —      | —      | —      |
| Total de concejales | Total de concejales                                | 1      | 1      | 1      | 1      | 1      |

## Cultura

### Patrimonio

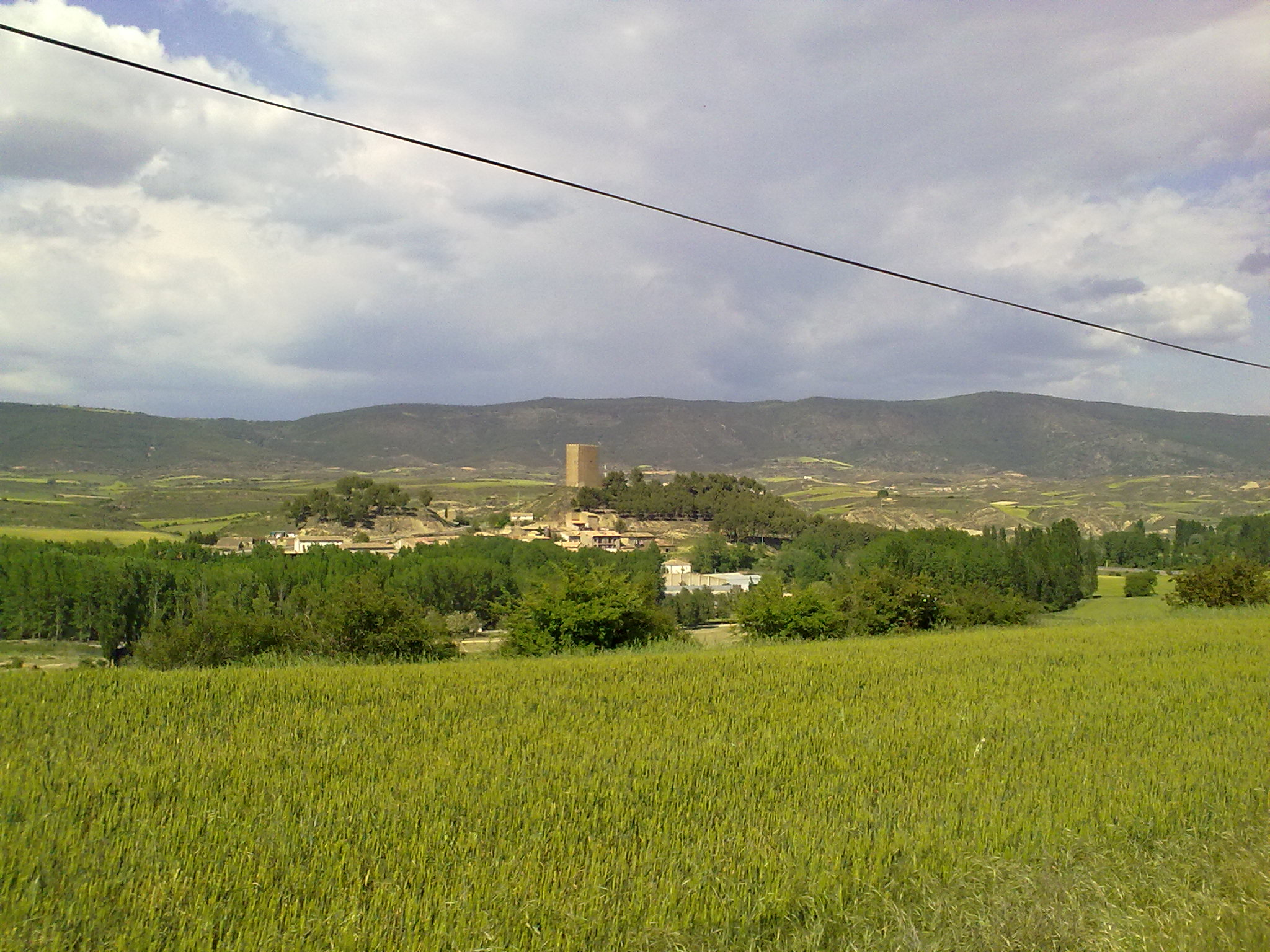
Castillo

- Iglesia parroquial románica del siglo XI,[26] consagrada a La Asunción de María (aunque antaño lo fue a Santa María)[27] Conserva retablos de los siglos XVI y XVII.[10]
- El Torreón de Navardún, única parte superviviente del antiguo castillo de Navardún. Es un torreón almenado.
- El Crucero de Morea

### Fiestas
- 9 de mayo: fiestas en honor de San Gregorio.
- 15 de agosto: fiestas de Nuestra Señora de la Asunción.
- Primer fin de semana de agosto : fiestas patronales.